# Velluto blu
Velluto blu (Blue Velvet) è un film del 1986 scritto e diretto da David Lynch.
Il titolo originale è tratto dall'omonima canzone di Bobby Vinton, cantata nel film da Isabella Rossellini in un locale notturno, lo Slow Club. Il film narra la storia di Jeffrey Beaumont, un giovane studente che, indagando personalmente su un macabro ritrovamento, scopre che nella sua cittadina esiste un ignobile mondo sotterraneo fatto di violenza, sesso, traffico di droghe e polizia corrotta.

## Trama
Il giovane studente Jeffrey Beaumont torna nella città natale di Lumberton dal collegio di Oak Lake per assistere il padre, colpito da un malore. Di ritorno dall'ospedale, il ragazzo attraversa un terreno abbandonato e lì, in mezzo all'erba, scopre un orecchio umano mozzato. Jeffrey raccoglie il macabro reperto e lo porta al detective di polizia John Williams e, in seguito, fa anche la conoscenza di Sandy, la figlia di questi. Sandy, che ha avuto modo di ascoltare i discorsi del padre, riferisce a Jeffrey diversi dettagli su una donna di nome Dorothy Vallens, che lavora come cantante di nightclub e potrebbe essere collegata al caso dell'orecchio ritrovato.
Sempre più curioso, Jeffrey va all'appartamento di Dorothy e riesce a convincerla a farlo entrare fingendosi un disinfestatore. Mentre Dorothy è distratta da un uomo vestito con un abito giallo che bussa alla sua porta (e che Jeffrey da qui in poi chiamerà "l'Uomo in Giallo"), Jeffrey ruba il duplicato della chiave dell'appartamento.
Jeffrey e Sandy vanno poi al nightclub nel quale lavora Dorothy: la guardano esibirsi nella canzone Blue Velvet e se ne vanno molto prima della fine dello spettacolo, in modo che Jeffrey possa intrufolarsi nel suo appartamento a curiosare. Il ragazzo, colto di sorpresa dal ritorno a casa di Dorothy, si nasconde in un armadio e assiste ad una concitata telefonata tra lei e un misterioso interlocutore di nome Frank. Poco dopo Jeffrey viene scoperto da Dorothy, che lo minaccia con un coltello. Credendo che la curiosità del ragazzo sia solo di carattere sessuale e stuzzicata dal suo voyeurismo, Dorothy costringe Jeffrey a spogliarsi e comincia ad avere con lui un approccio, ma è interrotta da un colpo alla porta.
Dorothy fa quindi nascondere nuovamente Jeffrey nell'armadio, e accoglie il visitatore, ossia l'uomo con cui stava parlando al telefono: si tratta di Frank Booth, un pericoloso criminale con tendenze psicotiche con il quale Dorothy ha un morboso rapporto di sesso e di violenza.
Dal suo nascondiglio, Jeffrey assiste alle bizzarre inclinazioni del pazzo, che includono l'inalazione di un gas non ben identificato, e atti sadomasochisti con Dorothy. Frank sembra inoltre dotato di una doppia personalità: durante i suoi abusi, si riferisce costantemente a Dorothy come "mamma" e a se stesso come "papà" e "bambino".
Si scoprirà inoltre che Frank ha rapito il marito e il figlio di Dorothy per costringerla a sottostare alle sue perversioni. Quando Frank se ne va, Dorothy cerca di sedurre di nuovo Jeffrey e chiede di essere picchiata anche da lui, ma al suo rifiuto gli dice di andarsene. Quando Jeffrey fa per andarsene, lei gli chiede di restare, ma lui non l'ascolta.
Jeffrey racconta parzialmente la sua esperienza a Sandy, chiedendole in preda allo sconforto perché al mondo esistano persone come Frank. Sandy, a sua volta, gli racconta di un sogno meraviglioso che aveva fatto, nel quale vedeva tanti bellissimi pettirossi, e che lei interpreta come un segno di speranza per l'umanità. Tra Jeffrey e Sandy nasce un'attrazione, anche se Sandy ha un fidanzato. Jeffrey in seguito visita di nuovo l'appartamento di Dorothy, che inizia ad essere attratta dal ragazzo. Jeffrey poi assiste ad un'altra delle prestazioni di Dorothy al club, in cui canta la solita canzone. Al club, Jeffrey vede in mezzo al pubblico Frank, il quale accarezza un pezzo di tessuto di velluto blu che ha tagliato dalla veste di Dorothy la notte in cui Jeffrey si è nascosto nell'armadio.
Jeffrey da ora comincia a seguire Frank e trascorre i successivi giorni a spiare i movimenti suoi e di due uomini - l'Uomo in Giallo e un altro individuo che Jeffrey comincia a chiamare "l'Uomo Elegante" - che si aggirano davanti ad un edificio industriale che Frank frequenta spesso: Jeffrey capisce quindi che questi sono soci di Frank nei suoi loschi affari.
Il ragazzo mette Sandy al corrente dei suoi nuovi risultati, e tra i due scappa un bacio, breve e pieno di disagio. Jeffrey torna poi da Dorothy, ed ha un rapporto sessuale con lei. La donna gli chiede con insistenza sempre maggiore di colpirla, e Jeffrey in un impeto di rabbia e di passione la colpisce con violenza, rimanendo inorridito dal suo gesto, mentre Dorothy mostra di trarre piacere dal dolore del colpo. Jeffrey, dopo uno scambio affettuoso di parole con Dorothy, che gli chiede di esserle amico e non abbandonarla, viene sorpreso da Frank, arrivato nell'appartamento insieme a tre suoi scagnozzi.
L'uomo, folle di gelosia, costringe Dorothy e Jeffrey a salire in macchina con loro, e ad andare a casa di Ben, un uomo effeminato molto elegante e "soave" (come Frank lo definisce), socio in affari di Frank e che tiene il figlio di Dorothy prigioniero in casa sua. Dopo una serie di umiliazioni inflitte a Jeffrey dai due malviventi, Ben, su esortazione di Frank, si esibisce in un numero di canto in playback della canzone In Dreams, di Roy Orbison, cui Frank assiste piangendo commosso, per poi interrompere rabbiosamente la canzone.
Poco dopo Frank porta Jeffrey e Dorothy in un deposito di legname e comincia a molestare Dorothy. Nel vedere questa ennesima perversione, Jeffrey reagisce con rabbia e colpisce Frank con un pugno in faccia. A questo punto, su esortazione del loro capo, i compari di Frank trascinano Jeffrey fuori dalla macchina: il folle Frank subito comincia a baciarlo furiosamente e gli intima di non avvicinarsi più a Dorothy o, in caso contrario, lo ucciderà. Poi, dopo aver ascoltato alla radio un'altra volta la canzone In Dreams, Frank comincia a picchiare selvaggiamente Jeffrey, incurante delle suppliche di Dorothy.
Il malconcio ragazzo si risveglia il giorno dopo nello stesso luogo dove è stato portato la sera precedente, e riesce a tornare a casa, scoppiando a piangere per il senso di colpa e la disperazione. Si reca poi alla stazione di polizia, dove si accorge che il collega del padre di Sandy è in realtà l'Uomo in Giallo, il tenente detective Tom Gordon, in affari con Frank e quindi corrotto.
Più tardi, a casa di Sandy, il padre è stupito dalla storia di Jeffrey, ma lo mette in guardia ordinandogli di smettere di indagare per conto suo, per non mettere in pericolo sé stesso e le indagini. Jeffrey e Sandy vanno poi insieme ad una festa e lì si dichiarano reciproco amore, finendo per scontrarsi con il fidanzato di Sandy. La lite è scongiurata quando il gruppo trova Dorothy, nuda e malconcia, sul prato davanti a casa di Jeffrey. Appena cosciente, Dorothy chiama Jeffrey "il mio amante", rivelando così la sua intimità con Jeffrey, cosa che sconvolge Sandy, che però finisce per perdonare Jeffrey.
Jeffrey insiste a voler ritornare a casa di Dorothy e dice a Sandy di mandarvi il padre e alcuni agenti di polizia. A casa di Dorothy, Jeffrey si trova davanti ad un orrendo spettacolo: il cadavere del marito di Dorothy, ucciso con un colpo di pistola alla testa e identificabile dal suo orecchio mancante, e l'Uomo in Giallo, ancora vivo ma con un'orribile ferita alla testa, probabile risultato di una lobotomia eseguita con mezzi di fortuna. Jeffrey cerca di andarsene dall'appartamento, ma vede l'Uomo Elegante salire le scale e riconosce in lui Frank sotto mentite spoglie. Jeffrey per radio mette al corrente il detective Williams della drammatica scoperta, comunicandogli la sua posizione all'interno dell'appartamento. Frank entra nell'appartamento e si vanta di aver sentito la posizione di Jeffrey sulla propria radio della polizia.
Mentre Frank lo cerca per tutta la casa, Jeffrey recupera la pistola dell'Uomo in Giallo e si nasconde nello stesso armadio in cui si era nascosto durante la sua prima visita in quella casa. Frank, ormai completamente furioso, comincia a sparare all'impazzata, finendo l'Uomo in Giallo. Apre poi la porta dell'armadio, e Jeffrey gli spara alla testa, uccidendolo sul colpo. Il detective Williams, con la pistola spianata, entra con Sandy un attimo dopo. In quello che apparentemente sembra essere il giorno successivo alle vicende, Jeffrey si desta da un pisolino finalmente libero dall'incubo. Sandy lo invita ad ammirare l'insolito affluire dei pettirossi nei cieli della loro città, mentre il padre di Jeffrey comincia a riprendersi dalla malattia e Dorothy ritrova suo figlio.

## Produzione

### Sceneggiatura
Le origini di Velluto Blu risiedono probabilmente nell'infanzia di Lynch, quando passava molto tempo nei boschi di Spokane, una zona del nord-ovest statunitense simile a quella del film. Per Lynch c'era un "livello autobiografico molto preciso nel film". «Kyle è vestito come me. Mio padre era un ricercatore del Dipartimento di Agricoltura di Washington. Eravamo sempre tra i boschi. Ne avevo in qualche modo abbastanza degli alberi in quel periodo, ma ancora oggi, il legname e i boscaioli per me sono l'America così come la staccionata e le rose della scena di apertura del film. È così radicata, questa immagine, e mi fa sentire molto felice».
Anche la scena in cui Dorothy appare nuda all'esterno è stata ispirata da un'esperienza realmente vissuta da Lynch durante l'infanzia, quando lui e suo fratello videro una donna nuda camminare lungo una strada del quartiere di notte. L'esperienza fu così traumatica per il giovane Lynch che lo fece piangere, e non l'aveva mai dimenticata.
Se i ricordi d'infanzia di Lynch ispirarono l'ambientazione di Velluto blu, l'effettiva storia del film fu originata da tre idee che si cristallizzarono nella mente del regista a partire dal 1973, anche se all'inizio egli aveva "solo una sensazione e un titolo".
Dopo aver ultimato The Elephant Man, incontrò il produttore Richard Roth per un caffè. Roth aveva letto e apprezzato la sceneggiatura di Lynch dal titolo Ronnie Rocket (un progetto poi mai realizzato), ma non aveva intenzione di produrre un soggetto di quel tipo. Chiese a Lynch se aveva qualche altra sceneggiatura, ma il regista aveva solo qualche idea. «Gli dissi che avrei sempre voluto intrufolarmi nella stanza di una ragazza e guardarla di notte e, forse, ad un certo punto, avrei potuto scoprire un indizio per un omicidio misterioso. A Roth l'idea piacque molto e mi chiese di scrivere un soggetto. Tornai a casa e pensai all'orecchio nel campo».
La seconda idea era un'immagine di un orecchio tagliato situato in un campo, che è diventata una delle immagini del film che colpisce di più. Lynch ha sottolineato in un'intervista: «Non so perché doveva essere un orecchio. Doveva essere un punto aperto del corpo, un buco che porta in qualcos'altro… L'orecchio si trova sulla testa e finisce direttamente nel cervello, era perfetto». Per il regista l'orecchio mozzato era una strada perfetta per portare Jeffrey all'interno di un mondo segreto situato nel cuore del film.
La terza idea che venne a Lynch era la classica interpretazione di Bobby Vinton della canzone Blue Velvet e «lo stato d'animo che porta con sé, uno stato d'animo, un'epoca, e le cose che erano di quell'epoca». Questa canzone dimostra di essere così amata da Lynch, al punto che nel film non è stata inserita solo la versione di Vinton, ma anche una versione cantata da Dorothy durante una delle sue esibizioni allo Slow Club. La canzone costituisce il motivo principale del film e appare per tutta la sua durata.
Una volta che Lynch ebbe queste tre idee, le portò assieme a Roth alla Warner Brothers che mostrò interesse nel progetto. Lynch spese due anni per scrivere due copioni che, per sua ammissione, non erano un granché. Il problema, disse Lynch, era che «c'erano forse molte cose sgradevoli nel film e nient'altro. Mancavano molte cose. Così si allontanò da tutto per un po'». Dopo l'esperienza di Dune, Lynch ritornò su Velluto Blu. Fece altri due tentativi prima di rimanere soddisfatto della sceneggiatura. Le condizioni a questo punto erano ideali per il film di Lynch: aveva firmato un accordo con Dino De Laurentiis che gli dava totale libertà artistica e il montaggio finale del film, a patto che il regista diminuisse il suo ingaggio e accettasse un budget basso di solo 6 milioni di dollari. Velluto blu fu anche il progetto più piccolo dell'elenco di De Laurentiis, così Lynch fu lasciato lavorare da solo per tutta la prima parte. «Dopo 'Dune' ero così depresso che tutto mi sembrò fantastico! Era tutta euforia. E quando lavori con quel tipo di stato d'animo, puoi prenderti la tua occasione. Puoi sperimentare».. Dato che il materiale girato era completamente diverso da quello che allora era considerato in voga, de Laurentiis dovette fondare una propria società di produzione per distribuirlo.
La versione finale del film dura 120 minuti e fu ottenuta tagliando l'originale della durata di 4 ore. Il materiale eliminato, anche se fu archiviato, per molti anni venne ritenuto perduto fino a quando, nel 2011, Lynch annunciò di averlo ritrovato. Il materiale venne quindi incluso nel Blu-ray del film.

### Frank e la droga
Per tutto il film, Frank Booth usa una maschera per respirare un gas da una piccola bombola. Originariamente, nella sceneggiatura di Lynch, Frank avrebbe dovuto respirare dell'elio, per acuire la sua voce e farla assomigliare a quella di un bambino. Durante le riprese del film, però, Dennis Hopper (un esperto consumatore di droghe) rivendicò il diritto di dover scegliere il tipo di droga del suo personaggio e affermò che l'elio non era la cosa adatta.
(David Lynch)
Nel documentario contenuto nell'edizione speciale del DVD, Hopper identifica la droga come il nitrito di amile (comunemente chiamato anche Popper).

## Accoglienza
Velluto blu introdusse diversi elementi poi diventati frequenti nella filmografia di Lynch, come la presenza di donne vittime di abusi, l'aspetto torbido delle piccole città e l'utilizzo non convenzionale di canzoni d'epoca (Blue Velvet di Bobby Vinton e In Dreams di Roy Orbison sono eseguite in modo ossessivo in scene molto forti). Le tende rosse fanno da sfondo in scene chiave, e diventeranno un marchio di fabbrica del regista. Velluto blu segna inoltre l'inizio della collaborazione di Lynch col compositore Angelo Badalamenti, che contribuirà in molti dei suoi lungometraggi.
L'allora direttore della Mostra internazionale d'arte cinematografica di Venezia Gian Luigi Rondi impedì al film di partecipare, per la scena di nudo della Rossellini.

## Riconoscimenti
- Independent Spirit Awards 1987
  - Miglior attrice protagonista a Isabella Rossellini
  - Candidatura per la miglior attrice protagonista a Laura Dern
- Festival internazionale del film fantastico di Avoriaz
  - Gran Prix
- Sitges - Festival internazionale del cinema fantastico della Catalogna
  - Miglior film
- Los Angeles Film Critics Association - 1987
  - Miglior regista a David Lynch
  - Miglior attore non protagonista a Dennis Hopper.
- National Society of Film Critics - 1987
  - Miglior film
  - Miglior regista
  - Miglior fotografia (Frederick Elmes)
  - Miglior Attore non protagonista (Dennis Hopper)
- Premio Oscar - 1987
  - Candidatura come miglior regista

## Manifesti e locandine
La realizzazione dei manifesti e delle locandine del film fu affidata dalla distribuzione al pittore Enzo Sciotti.